# 9556 Gaywray
A 9556 Gaywray (ideiglenes jelöléssel 1986 GF) a Naprendszer kisbolygóövében található aszteroida. Az INAS program keretében fedezték fel 1986. április 8-án.